# حزقيال مانويل كانزيرز
حزقيال مانويل كانزيرز (بالإسبانية: Juan Manuel Cañizares)‏ هو ملحن وموسيقي وعازف قيثارة إسباني، ولد في 1966 في ساباديل في إسبانيا.

## وصلات خارجية
- الموقع الرسمي
- حزقيال مانويل كانزيرز على موقع ميوزك برينز (الإنجليزية)
- حزقيال مانويل كانزيرز على موقع أول ميوزيك (الإنجليزية)
- حزقيال مانويل كانزيرز على موقع أول ميوزيك (الإنجليزية)
- حزقيال مانويل كانزيرز على موقع ديسكوغز (الإنجليزية)